# Thyrea
Thyrea A. Massal. (czepik) – rodzaj grzybów z rodziny Lichinaceae. Ze względu na współżycie z glonami zaliczany jest do grupy porostów.

## Systematyka i nazewnictwo
Pozycja w klasyfikacji według Index Fungorum: Lichinaceae, Lichinales, Incertae sedis, Lichinomycetes, Pezizomycotina, Ascomycota, Fungi.
Synonimy nazwy naukowej: Omphalaria R. Girard & Dunal ex Durieu, 
Schizoma Nyl. ex Cromb.
Nazwa polska według W. Fałtynowicza.

## Niektóre gatunki
- Thyrea confusa Henssen 1990 – czepik kępkowy
- Thyrea girardii (Durieu & Mont.) Bagl. & Carestia 1881
- Thyrea plectospora A. Massal. 1856

Nazwy naukowe na podstawie Index Fungorum. Uwzględniono tylko taksony zweryfikowane. Nazwy polskie według W. Fałtynowicza.